# 디안안경원숭이
디안안경원숭이 (Tarsius dentatus) 또는 다이내나안경원숭이는 안경원숭이의 일종이다. 야행성 영장류의 일종으로 인도네시아의 술라웨시섬 중부에서 발견된다. 몸길이는 11.5~12 cm 정도이며, 꼬리를 포함하면 22 cm 정도 된다. 디안안경원숭이는 우림에서 산다. 이전 학명은 T. dianae이었다.